# Microhoria
Microhoria is een geslacht van kevers van de familie snoerhalskevers (Anthicidae).

## Soorten
- M. adventicia Krekich-Strassoldo, 1929
- M. aguilari Bonadona, 1960
- M. albopilosa Krekich-Strassoldo, 1929
- M. amicitiae Dufour, 1849
- M. andalusiaca LaFerté-Senéctère, 1849
- M. angulapex Koch, 1935
- M. aspelia Truqui, 1855
- M. aubei LaFerté-Senéctère, 1849
- M. balearica Pic, 1904
- M. barrosi Pic, 1938
- M. benigna Krekich-Strassoldo, 1929
- M. bergeri Bonadona, 1986
- M. binotaticollis Pic, 1919
- M. bispilifasciata De Marseul, 1878
- M. bleusei Pic, 1893
- M. brisouti Desbrochers des Loges, 1875
- M. caliginosa LaFerté-Senéctère, 1849
- M. cantabrica De Marseul, 1879
- M. capito LaFerté-Senéctère, 1849
- M. caprai Bucciarelli, 1977
- M. caspia Desbrochers des Loges, 1875
- M. cerrutii Bucciarelli, 1976
- M. codinai Pic, 1919
- M. corallicollis Reitter, 1889
- M. curticollis Pic, 1894
- M. cyrtopyga Bonadona, 1952
- M. chobauti Pic, 1892
- M. decora Krekich-Strassoldo, 1929
- M. dejeanii LaFerté-Senéctère, 1849
- M. dentipalpis Bonadona, 1977
- M. digitalis De Marseul, 1878
- M. emaciata Pic, 1896
- M. espunana Pic, 1930
- M. fairmaieri Brisout de Barneville, 1863
- M. fasciata Chevrolat, 1834
- M. feroni Bonadona, 1960
- M. franzi Bonadona, 1958
- M. funeraria De Marseul, 1879
- M. fuscipes De Marseul, 1879
- M. ghilianii LaFerté-Senéctère, 1849
- M. gorgus Truqui, 1855
- M. helenae Koch, 1933
- M. hispanica Pic, 1899
- M. humerifer Pic, 1902
- M. imbasicornis Pic, 1931
- M. ionica Pic, 1901
- M. iscariotes LaFerté-Senéctère, 1849
- M. lafertei Truqui, 1855
- M. lanata Krekich-Strassoldo, 1929
- M. lavocati (Pic, 1951)
- M. lederi De Marseul, 1879
- M. leonhardi Krekich-Strassoldo, 1913
- M. leuthneri Pic, 1897
- M. lindbergi Pic, 1932
- M. loebli Uhmann, 1989

- M. major Pic, 1896
- M. mateui Bonadona, 1954
- M. mollis Desbrochers des Loges, 1875
- M. monodi Bonadona, 1977
- M. moroderi Pic, 1930
- M. mylabrina Gené, 1839
- M. nectarina Panzer, 1794
- M. nepticula Bonadona, 1964
- M. notata Pic, 1901
- M. oberthuri Baudi, 1877
- M. obuncatus (Normand, 1949)
- M. oertzeni Pic, 1901
- M. opipara Bonadona, 1977
- M. ovata De Marseul, 1879
- M. palicari Laporte de Castelnau, 1840
- M. patagiata von Kiesenwetter, 1861
- M. paykullii Gyllenhal, 1808
- M. piciceps Desbrochers des Loges, 1875
- M. pinicola Reitter, 1889
- M. plumbea LaFerté-Senéctère, 1842
- M. raveli Pic, 1899
- M. roseicollis Pic, 1892
- M. rubriceps Pic, 1896
- M. ruficollis W. L. E. Schmidt, 1842
- M. scrobicollis LaFerté-Senéctère, 1849
- M. schmiedeknechti Pic, 1899
- M. selvei Pic, 1895
- M. semicincta Desbrochers des Loges, 1875
- M. separanda Krekich-Strassoldo, 1929
- M. sidonia Truqui, 1855
- M. subgracilis Krekich-Strassoldo, 1929
- M. succincta Chevrolat, 1877
- M. sydowi Pic, 1936
- M. syrensis Pic, 1902
- M. terminata W. L. E. Schmidt, 1842
- M. unicolor W. L. E. Schmidt, 1842
- M. valida Pic, 1896
- M. velutina LaFerté-Senéctère, 1849
- M. venusta Villa & Villa, 1833
- M. vespertina Rosenhauer, 1856
- M. villiersi Bonadona, 1984
- M. volxemi De Marseul, 1878
- M. zonata LaFerté-Senéctère, 1849